# Redut (SMP)
Redut (russe : ЧВК «Редут»), également connue sous le nom de Redoubt, Redut-Antiterror ou Centre R, est une société militaire et de sécurité privée russe (SMP) qui fait partie de la « famille antiterroriste » — qui se compose de SMP portant le même nom, protégeant les opérations commerciales des entreprises russes. Elle est déployée lors de l'invasion de l'Ukraine par la Russie en 2022,,,.
L'entreprise est créée en 2008, à la suite de la fusion de plusieurs petits groupements du service russe de renseignement extérieur, de l'armée de l'air russe et d'unités du ministère russe de la Défense (MoD), qui avaient acquis une expérience de combat dans des missions militaires et de maintien de la paix.

## Organisation
Selon des chercheurs norvégiens du Forsvarets Forskningsinstitutt - FFI (Norwegian Defence Research Establishment), Redut-Antiterror est issu de la SMP Antiterror-Orel, fondée en 2003 par des membres des forces spéciales russes. Il s'agit d'une filiale ou d'une ancienne branche de la ramification Antiterror-Orel Tiger Top Rent Security et recrute principalement des soldats de la 45e brigade spéciale de reconnaissance de la Garde russe. Après avoir subi de lourdes pertes lors de l'offensive de Kiev, les sous-traitants de Redut sont invités à leur base de Koubinka, oblast de Moscou, et se voient proposer des contrats par le ministère de la Défense russe, pour servir officiellement dans les Forces armées russes. Comme l'affirme l'un des anciens commandants de Redut, le groupe est entièrement contrôlé par le ministère de la Défense russe,. Il est divulgué que des représentants de Redut recrutent des condamnés dans des prisons de haute sécurité. En avril 2023, des membres de la formation militaire volontaire de Gazprom « Potok » sont contraints de signer des contrats avec Redut par le ministère de la Défense russe,,,.
Les principaux soutiens de l'entreprise seraient Oleg Deripaska et Guennadi Timtchenko, selon les informations fournies par le site gulagu.net fondé par le dissident russe Vladimir Ossetchkine, qui cite un commandant adjoint de Redut témoignant sous couvert. De leurs parts, la SMP a reçu des véhicules blindés de transport de troupes, des casques et des gilets de protection,.

## Zones de déploiement

### Zones principales
- Ukraine : Redut-Antiterror est déployé dans l'offensive de Kiev[6] et participe à la prise de Tchernobyl[15]. De là, ils reçurent l'ordre d'effectuer une mission secrète dans la région de Kiev pour infiltrer et éliminer les dirigeants politiques et les services secrets ukrainiens[21]. Le groupe Redut a également pris part à la bataille de Kharkiv[15], la bataille du Donets[6] et la bataille de Balaklia[22]. À la mi-juillet 2022, deux détachements de Redut, comptant chacun 200 combattants, opèrent dans la région du Donbass en Ukraine, tous deux dirigés par d'anciens commandants du groupe Wagner[6].

### Anciennes zones
Des indications montrent que l'organisation a fourni des conseillers militaires et des formateurs aux unités abkhazes pendant la guerre russo-géorgienne. Le groupe a également participé à des actions au Liban, en Irak, en Syrie, en Somalie, dans les Caraïbes, dans l'ex-Yougoslavie, ainsi qu'en Afghanistan et en Indonésie,,. Ses services comprenaient le déploiement de tireurs d'élite, de pionniers et de gardes. Des formations Redut ont été déployées pour protéger les convois, les biens immobiliers des entreprises, y compris les installations de production pétrolière, les installations militaires et les diplomates russes. Afin de s'implanter dans l'environnement irakien, l'entreprise a reçu le soutien direct du FSB.